# Eselsbach (Warmenau)
Der Eselsbach (oder Eselbach) ist ein rechter Nebenfluss der Warmenau im Nordosten des deutschen Bundeslandes Nordrhein-Westfalen. Das Gewässer gehört zum Flusssystem der Weser und entwässert einen kleinen Teil des Ravensberger Hügellandes.